# USS Thetis Bay
L'USS Thetis Bay (CVE-90/CVHA-1/LPH-6) est un porte-avions d'escorte de classe Casablanca en service dans l'US Navy durant la Seconde Guerre mondiale.
Commandé en juillet 1942, sa quille est posée en vertu du contrat de la United States Maritime Commission le 22 décembre 1943 au chantier naval Kaiser Shipyards de Vancouver, dans l'État de Washington. Il est lancé le 22 décembre 1943, parrainé par Mme Ricco Botta ; et mis en service à Astoria (Oregon) le 21 avril 1944 sous les ordres du capitaine Donald E. Wilcox.

## Historique

### Seconde Guerre mondiale
Après des entraînements au large de San Diego, le Thetis Bay rejoint San Pedro le 2 juin afin de charger des avions et des soldats pour les bases du Pacifique. Il transite à Makin, Majuro et Kwajalein et embarque le 50e bataillon du génie qu'il débarque à Pearl Harbor le 5 juillet.

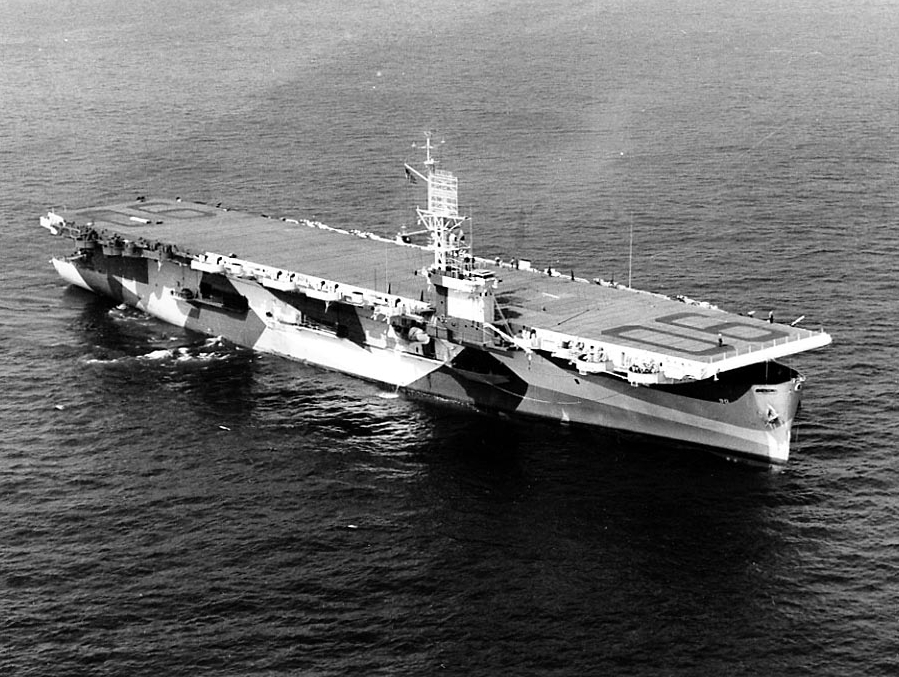
Le Thetis Bay dans sa configuration originale en août 1944.

Deux jours plus tard, le navire reprend la mer pour Alameda avec 41 appareils à son bord. Après la livraison, il rejoint Terminal Island pour une période de trois semaines. Entre le 11 août et le 13 septembre, le navire livre des pièces détachées, un avion de remplacement et du personnel à Hawaï et aux Marshall. De septembre 1944 à la mi-avril 1945, le Thetis Bay effectue cinq voyages entre les ports de la Californie et des bases du Pacifique, allant de Pearl Harbor à Finschhaven, en Nouvelle-Guinée.
Le 12 juin 1945, le Thetis Bay arrive à Pearl Harbor en provenance de San Diego avec un chargement d’aéronefs, avant de rejoindre Guam. Atteignant Apra Harbor le 25 juin, il affecté au Task Group 30.8 en tant que transporteur de ravitaillement. Le Thetis Bay rejoint la Task Force 38 le 12 juillet, après avoir transféré 40 avions à bord de ses sisters-ships. Amarré à Guam, il livre des appareils à deux reprises entre juillet et août, avant de retourner aux États-Unis.
Entre septembre 1945 et janvier 1946, il achemine des soldats pendant l'opération Magic Carpet puis est transféré dans la flotte de réserve de l'Atlantique à Bremerton le 7 août 1946.

### Après-guerre
En mai 1955, le Thetis Bay est remorqué jusqu'au chantier naval de San Francisco où il est converti en bateau d’assaut amphibie, de désignation CVHA-1. Remis en service le 20 juillet 1956 sous les ordres du capitaine Thomas W. South, le navire achève sa conversion six semaines plus tard, le 1er septembre.

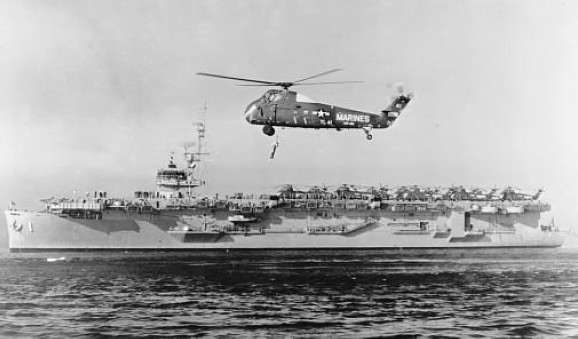
Le Thetis Bay entre 1955 et 1957.

Il atteint son nouveau port d'attache de Long Beach le 20 septembre. Le camp Pendleton, de l’unité d’essai n ° 1 du Corps des marines, l'utilise pour une démonstration des techniques d’atterrissage et de décollage. Le Thetis Bay participe à des exercices d’entraînement amphibie au large de la côte californienne avant son déploiement en Extrême-Orient le 10 juillet 1957. Il revient à Long Beach le 11 décembre 1957 où il reprend ses opérations locales. Le 28 mai 1959, il est redésigné LPH-6, en tant que Landing Platform Helicopter (navire d'assaut amphibie porte-hélicoptères).
En août 1959, le Thetis Bay sert avec la 7e flotte lors des inondations meurtriers à Taiwan. Il rejoint Hong Kong et déploie 21 hélicoptères transportant des troupes du VMM-261 chargés d'aider les victimes des inondations. À la fin de l'opération d'assistance le 20 août à midi, le navire a livré un total de 1 600 540 livres de fournitures aux Chinois. En outre, les hélicoptères ont transporté 850 passagers à destination et en provenance de divers sites de la zone inondée.
En mai 1960, le Thetis Bay participe à un assaut nocturne au camp Pendleton, ses hélicoptères transportant 1 300 soldats et tonnes de fret jusqu'à la zone établie. Il s'agissait du premier débarquement nocturne à grande échelle de forces terrestres par des hélicoptères basés sur des navires amphibies.
Le Thetis Bay est déployé dans le Pacifique occidental au printemps 1961. Après son retour à la base de Long Beach, il est transféré dans la flotte de l'Atlantique et atteint Norfolk en décembre 1961.
Au cours des trois prochaines années, le navire opère le long de la côte atlantique et dans les Caraïbes. Le point culminant de son service auprès de la flotte de l'Atlantique survient lors de la crise des missiles cubains en octobre 1962, lorsqu'il se rend dans la zone de quarantaine avec son équipe de débarquement maritime embarquée et son escadron d'hélicoptères prêts à l'action. Il mène cette opération avec les navires amphibies Boxer et Okinawa. En septembre 1963, le Thetis Bay rejoint Haïti dévasté par un ouragan. Il mouille au large de Port-au-Prince et déploie des hélicoptères de la marine transportant une aide médicale et des vivres à des milliers de victimes de l'ouragan Flora.
Le 5 janvier 1964, le Thetis Bay appareille de Norfolk pour Philadelphie qu'il atteint le lendemain. Il est retiré du service, radié des listes de la marine le 1er mars 1964 et vendu pour démolition en décembre 1964 à la société Peck Iron & Metal Co., Inc., de Portsmouth, en Virginie. Le navire est démoli deux ans plus tard.